# Calofulcinia paraoxypila
Calofulcinia paraoxypila es una especie de mantis de la familia Iridopterygidae.

## Distribución geográfica
Se encuentra en Australia.